# Gisleno Santunione
Gisleno Santunione (Campogalliano, 14 aprile 1924 – Modena, 28 settembre 1991) è stato un calciatore italiano, di ruolo centrocampista.

## Caratteristiche tecniche
Era una mezzala da corsa e metodica.

## Carriera
Ha esordito in Serie A il 29 novembre 1942 in Roma-Bologna (1-1); è stata la sua unica presenza stagionale in massima serie; in seguito ha giocato 4 partite nel Campionato Alta Italia.
Dopo la fine della Seconda guerra mondiale è stato tesserato dal Mantova, con cui ha preso parte a 21 partite nel campionato misto di Serie B e C; a fine stagione è passato alla Biellese, con cui nella stagione 1946-1947 ha giocato 32 gare in Serie B; nella stagione 1948-1949 disputa una partita in Serie C nella Scafatese.
Successivamente ha giocato in seconda serie anche con il Modena per due stagioni consecutive, nelle quali ha raccolto rispettivamente diciotto e quattro presenze.
Nella stagione 1951-1952 ha invece militato nel Cesena, con la cui maglia ha segnato 2 reti in 15 presenze nel campionato di Serie C.
Ha poi giocato per tre stagioni consecutive in IV Serie: le prime due con la maglia della Cavese, e la terza, al termine della quale ha terminato la carriera, con la Mogliese.